# BAM (Bergen)

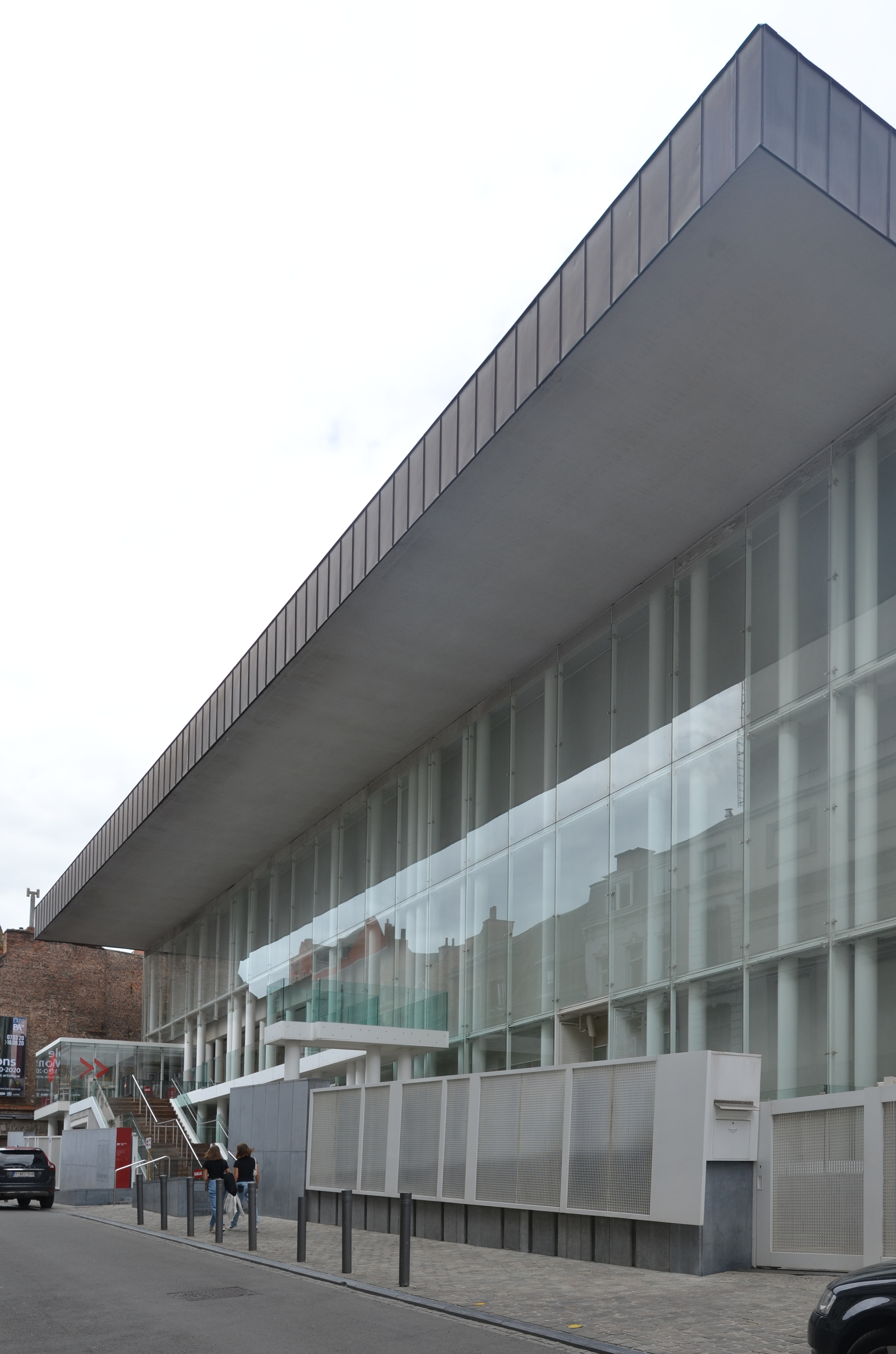
BAM-gebouw in 2020.

BAM of Beaux-Arts Mons is een museum voor Schone Kunsten en een culturele ruimte aan de Rue Neuve in de Belgische stad Bergen.
In 2007 werd het voormalige Musée des Beaux-Arts gerenoveerd. In 1885 had Bergenaar Henri Glépin zijn fortuin nagelaten aan de stad Bergen met de vraag om een museum te bouwen voor zijn faience- en porseleincollectie. In 1913 werd het museum geopend.
Het museum organiseert regelmatig tijdelijke tentoonstellingen, waaronder surréalisme en Belgique (1924-2000), All over Keith Haring, Rétrospective Serge Poliakof, Manières noires en Botero.